# حمد بن ابراهيم المعلا
الشيخ حمد بن إبراهيم المعلا كان حاكم أم القيوين من عام 1923 إلى عام 1929، إحدى إمارات الساحل المتصالح والتي تشكل اليوم جزءًا من الإمارات العربية المتحدة.

## الانضمام
في أكتوبر 1923، قام أحد العبيد من بيت حمد بن إبراهيم بقتل حاكم أم القيوين آنذاك (وابن عم حمد)، الشيخ عبدالله بن راشد المعلا. مباشرة بعد الجنازة، تغلب حمد على الأخ الأصغر لعبد الله، أحمد بن راشد، واحتل مقر حكومة إمارات الساحل المتصالح.
تمكن حمد من موازنة الوضع الذي أعقب ذلك وعقد السلام مع أحمد بن راشد وكذلك عائلات أم القيوين، وبحلول الوقت الذي زار فيه المقيم البريطاني في مارس/آذار في عام 1924، كان من الواضح أن حمد هو حاكم الإمارة المقبول.
بعد أن وفر الملاذ لحاكم الشارقة المخلوع، الشيخ خالد بن أحمد القاسمي، تمكن الشيخ حمد من تجنب الصراع مع حاكم الشارقة، الشيخ سلطان بن صقر القاسمي، عندما توصل خالد بن أحمد إلى تسوية مع سلطان تنازل فيها عن بلدة الذيد الداخلية له. غير قادر على الاستيلاء على المدينة لأن المسلحين البدو الموالين لسلطان ما زالوا هناك (وحمد بن إبراهيم غير راغب في جر قواته إلى صراع مع بدو الداخلية)،  تمكن خالد من التوسط بين مشايخ قبيلة بني كتب والخواطر البدوية مع حاكم رأس الخيمة، الأمر الذي من شأنه أن يجعله أخذ الذيد "عن خالد بن أحمد". ولراحة حمد بن إبراهيم وجاره الشمالي، لم تكن هناك حاجة للخطة (التي كان من المحتمل أن تنفر سلطان الشارقة): استولى خالد على الذيد سلمياً في يوليو 1928.

## الموت
قُتل حمد بالرصاص في 9 فبراير 1929 على يد عبد يُدعى سعيد من منزل عم حمد الأعمى عبد الرحمن بن أحمد المعلا. وخلفه أحمد بن راشد المعلا بعد حادثة ملونة انتفض فيها سكان البلدة ضد عبد الرحمن وسعيد اللذين تحصنا في الحصن. بعد التخلي عن خطتهم الأولية المتمثلة في إطلاق النار على الحصن بمدفع، اختار سكان البلدة بدلاً من ذلك إشعال النار حول جدران الحصن وفي هذا الحريق قُتل كل من عبد الرحمن وسعيد. اعتبر البريطانيون متاحف أم القيوين بأكملها القضية مشبوهة للغاية ويشتبه في تورط سلطان بن صقر القاسمي من الشارقة، لكن الوثائق البريطانية أكدت أن الشاب أحمد بن راشد من قتله .